# MS Queen Anne
Le MS Queen Anne, plus communément appelé Queen Anne en hommage à la reine Anne d'Angleterre(1702-1707) puis reine Anne de Grande-Bretagne (1707-1714) est un navire de croisière construit pour la Cunard Line, compagnie américano-britannique créé par Samuel Cunard en 1838 (C'est aujourd'hui la plus vieille compagnie de croisière et transatlantique encore en activité) qui a décidé de ne pas le dénommer Queen Victoria 2 dans la continuité du Queen Victoria en rajoutant le "2", comme elle la fait avec ces derniers navires. Lancée le 3 mai 2024 de Southampton au Royaume-Uni. Avant que le navire ne quitte le port, une cérémonie officielle de bénédiction et d’échange de plaques a eu lieu au quai du Mayflower Terminal.

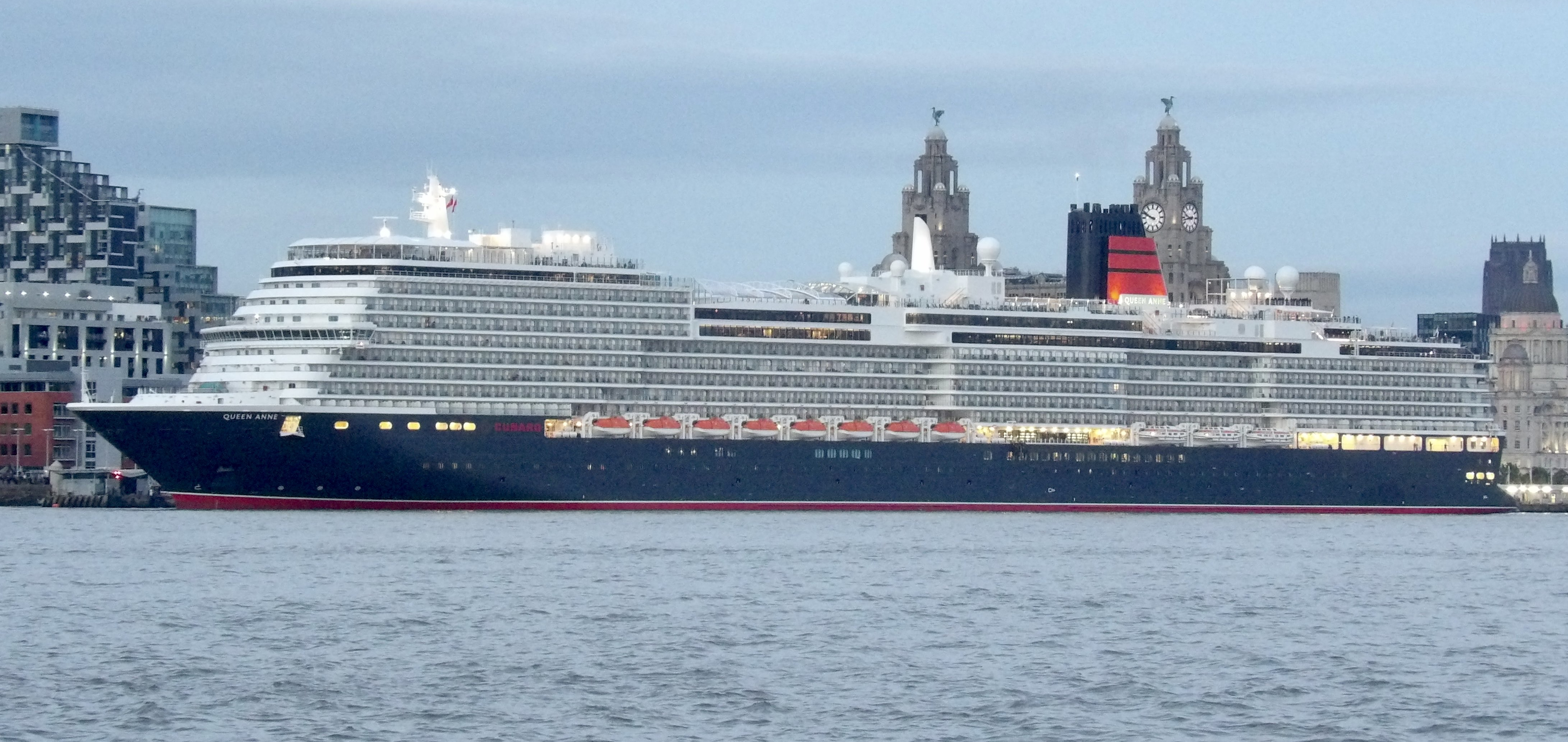
MS Queen Anne à Liverpool le 3 juin 2024 après la cérémonie de nomination et de bapteme

Pour son voyage inaugural il met le cap en direction de Lisbonne. Il est le 249ème navire de la compagnie depuis sa création, et le 4ème pour ce qui concerne ceux qui sont toujours en service (c'est la première fois depuis 1998 que la compagnie possèdent 4 navires simultanément) avec le Queen Mary 2 (héritier des Queen Mary, Queen Elizabeth et Queen Elizabeth 2, il est également considéré comme le "dernier transatlantique") le Queen Elizabeth ainsi que le Queen Victoria. C'est à sa sortie, le premier bateau à intégrer la flotte de la Cunard depuis 14 ans. Le Queen Anne est un navire de croisière qui mise sur le luxe avant tout pour se démarquer des autres concurrents du domaine comme MSC Croisière ou Costa Croisière par exemple. Il compte 1397 cabines pour une capacité maximale de 3353 passagers et 1225 membres d'équipage. Le vaisseau mesure 322,5 mètres et une jauge brute de 113 300 UMS. Le navire a été construit par les chantiers navals de Fincantieri. Le navire possède 14 ponts (dont 13 accessibles aux passagers), certains couverts et d'autres non. Il y a plusieurs sortes de chambres ou suites sur ce navire avec les classes Britannia Inside, Britannia Oceanview, Britannia Balcony, Britannia Club Balcony, Princess Grill Suites et la célèbre Queen Grill Suites qui apportent toujours plus de place et de luxe les unes que les autres. Ces catégories sont, elles-mêmes, divisées en sous-catégories nommées Q1, Q2, Q3, Q4 et peuvent sur certaine catégories de chambres, aller jusqu'à Q7.
La compagnie propose, avec ce navire, de nombreuses croisières en Europe du nord avec la mer Baltique, dans la méditerranée, dans les fjords norvégiens, jusqu'à Madère et les iles Canaries ainsi que des tours du mondes annuels.

## Histoire
En 2017, la Cunard line annonce commander un nouveau navire au chantier de fincantieri pour compléter sa flotte d'un 4ème navire, cela n'était plus arrivé depuis 1998.
En 2019, les espaces publics du navire sont en cours de conception. La découpe de la première tôle d'acier a lieu au chantier naval Castellammare di Stabia de Fincantieri le 11 octobre 2019 en Italie.
Les agences de presses ont spéculé sur le nom du navire. La question étant, est-ce que la Cunard continue à donner des noms en "Queen" à ces navires ou elle revient à sa tradition de longue date sur les navires qui ne sont pas les "porte-drapeau" de la compagnie un nom qui se termine en "ia" comme RMS Aquitania, RMS Mauretania, RMS Lusitania et RMS Berengaria.
Le 3 mai 2023, le navire est structurellement complet, il est sorti de la cale sèche pour la première fois. Le 30 avril 2024, le Queen Anne arrive dans son port d'attache de Southampton. Il effectuera sa première escale le 3 mai 2024 (soit un an après sa sorti de cale sèche) dans une ville anglaise avec laquelle la Cunard Line a un lien particulier. Liverpool qui sera comme le port d'attache spirituel du navire. Ce jour-là aura la cérémonie traditionnelle du bapteme. Katie McAlister, présidente de la compagnie prononcera ce discours:
Discours de Katie McAlister, présidente de la Cunard le 3 mai 2024 :
« L’itinéraire de Queen Anne autour des îles britanniques célèbre le meilleur de la Grande Bretagne et de l’Irlande et nous sommes ravis que notre nouveau navire soit arrivé à Liverpool. Cette magnifique ville est le berceau de le compagnie Cunard, avec laquelle nous partageons des liens très forts. Il n'y a donc pas de meilleur endroit pour baptiser officiellement notre nouveau navire qu'un lieu qui renferme tant de souvenirs si particuliers. Nous sommes tous très enthousiastes à l'idée que la ville puisse voir Queen Anne de près au cours de ce qui s’annonce être une cérémonie vraiment unique »

## Différence entre le Queen Anne et les autres navires de la compagnie
Le MS Queen Anne est un navire qui n'a pas de "sister-ship" à l'heure actuelle, il a une longueur, un tonnage et une capacité supérieur au duo, Queen Elizabeth et Queen Victoria séparément. Il est là pour redonner un "coup de jeune" à la flotte et pour épauler les deux "sister-ship". Il a vocation à être un intermédiaire entre les Queen Elizabeth, Queen Victoria qui sont proches techniquement, et le Queen Mary 2. Cependant le navire reste en deçà de ce dernier qui est le navire autour duquel s'articule le reste des navires de la flotte (c'est le porte-drapeau, le navire amiral, de la compagnie). Le MS Queen Anne est le premier et seul navire actuellement de l'histoire de la Cunard Line à arborer le mythique emblème de cette compagnie.

## Esthétique du navire
Le MS Queen Anne comme tous les autres navires de la compagnie,possède l'esthétique des anciens paquebots transatlantique qui naviguaient sur l'Atlantique Nord avec une coque foncée et une ligne rouge près de la ligne de flottaison mais surtout présente sur la partie non visible et immergée du navire[non pertinent]. La cheminée qui autrefois était plus nombreuse et symbole de puissance est peinte dans les couleurs de la compagnie qui l'affrète la Cunard Line, orange avec des rayures noires. La poupe en escalier a été abandonnée tout comme sur les Queen Victoria et Queen Elizabeth. Ce navire s'inscrit donc dans la continuité et ressemble à ce que fait et a toujours fait la compagnie esthétiquement.